# Mahnaz Mohammadi
Pour les articles homonymes, voir Mohammadi.
Mahnaz Mohammadi (en persan : مهناز محمدی) née le 1er janvier 1975 à Téhéran, est une réalisatrice, actrice  et militante des droits des femmes iraniennes.

## Biographie
Mahnaz Mohammadi écrit et réalise son premier film en 2003, Women Without Shadows, produit par Amir Samavati. Parlant de la vie de femmes sans-abri et abandonnées dans un refuge géré par l'État, le film est projeté et primé dans plusieurs festivals internationaux. Mais sa toute première diffusion internationale a lieu en France, à la Maison internationale de Rennes, dans le cadre d'une exposition réalisée par Rebecca Rouge.
Mahnaz Mohammadi contribue également au documentaire de Rakhshan Bani-Etemad, We Are Half the Iranian Population, pour évoquer les revendications des Iraniennes pendant la campagne présidentielle de 2009, dont le résultat aboutira à de grandes manifestations populaires.
Par la suite, elle écrit, réalise et produit elle-même des documentaires, dont Travelogue, également primé. Dans le train entre Téhéran et Ankara, la réalisatrice interroge et filme les passagers sur les raisons qui les poussent à quitter leur pays. Le film est projeté en 2010 dans le cadre de l’évènement Une journée à Téhéran organisé par la Cinémathèque française en sa présence. C'est la dernière fois qu'elle est autorisée à quitter l'Iran.
À titre privé comme professionnel, les autorités iraniennes lui refuseront ensuite systématiquement l'autorisation de quitter le pays, y compris à l'occasion de son invitation à Cannes pour Noces éphémères de Reza Serkanian, dans lequel elle joue le rôle principal.
Arrêtée pour la première fois en mars 2007 avec trente-deux militants des droits des femmes manifestant pacifiquement pour soutenir cinq militantes pendant leur procès, elle reste en prison pendant trois semaines. Elle est de nouveau interpellée en août 2009 à Behesht-e Zahra pour avoir déposé une gerbe sur la tombe de Neda Agha-Soltan, jeune femme de 26 ans tuée par balle par un basij, policier au service du régime, au cours des manifestations contre la réélection du président iranien Mahmoud Ahmadinejad. Arrêtée avec de nombreuses autres personnes, dont le réalisateur Jafar Panahi, elle est libérée dès le lendemain.
Elle est arrêtée le 26 juin 2011 pour la troisième fois. Depuis cette date, elle reste constamment sous surveillance. Elle est libérée sous caution le 28 juillet 2011, mais le tribunal conserve son passeport et lui refuse le droit de travailler. Elle reste dans l'attente du verdict final.

Lors du 64e Festival de Cannes, Costa-Gavras lit une lettre qu'elle a envoyée de Téhéran : 

« Je suis une femme, je suis cinéaste, deux raisons suffisantes pour être coupable dans ce pays. »

Le 7 juin 2014, elle est de nouveau incarcérée dans la prison d'Evin, inculpée de complot contre la République islamique et de publicité contre le régime, ce qui la condamne pour ses prises de positions féministes. Elle purge sa peine de 5 ans dans une des cellules prévues pour les prisonniers politiques.
En 2019, elle réalise Fils-Mère, sur un scénario de Mohammad Rasoulof.

## Filmographie

### Réalisatrice
- 2003 : Women without shadow, docufiction
- 2006 : Travelogue, documentaire
- 2019 : Fils-Mère, fiction[7]

### Actrice
- 2010 : Crossing the Line, documentaire de Mojan Javadi sur des personnalités du cinéma iranien : elle-même
- 2011 : Noces éphémères de Reza Serkanian : Maryam